# Philodromus pelagonus
Philodromus pelagonus là một loài nhện trong họ Philodromidae.
Loài này thuộc chi Philodromus. Philodromus pelagonus được miêu tả năm 1944 bởi Silhavy.